# Soul Surfer
Soul Surfer ist ein US-amerikanischer Surffilm von Sean McNamara aus dem Jahr 2011. Die Literaturverfilmung der gleichnamigen Biografie erzählt die Lebensgeschichte der Surferin Bethany Hamilton, die bei einer Hai-Attacke einen Arm verlor. Das Sportdrama startete am 8. April 2011 in den US-Kinos. Deutschlandpremiere war der 12. Januar 2012.

## Handlung
Der Film erzählt die Geschichte von Bethany Hamilton. Bethany wächst auf Hawaii auf und träumt bereits als Kind davon, Profisurferin zu werden. Die Profikarriere scheint ihr sicher, bis sie im Alter von 13 Jahren beim Surfen von einem Tigerhai attackiert wird und dabei ihren linken Arm verliert. Sie ist verzweifelt, hat aber Hoffnung, bald wieder surfen zu können. Drei Wochen nach dem Unglück steht sie bereits wieder auf dem Surfbrett und arbeitet weiter an ihrer Karriere. Dies stellt sich als problematisch heraus, denn sie muss vieles erst wieder neu erlernen. Nachdem sie bei einem Wettkampf versagt, beschließt sie mit dem Surfen aufzuhören. Als Bethany nach Thailand reist, um den Opfern des Tsunamis zu helfen, bringt sie einem Waisenkind das Surfen bei und versteht, dass Surfen nicht das Wichtigste im Leben ist. Davon ermutigt, fängt sie wieder an zu trainieren, um an den Nationals teilzunehmen. Bei diesen belegt sie jedoch nur den fünften Platz. Ein Jahr später kann sie den Wettbewerb für sich entscheiden und Profisurferin werden.

## Hintergrund
Der Film wurde von Sony produziert, startete in den USA in über 2000 Kinos und spielte rund 47 Millionen US-Dollar ein. In Deutschland wurde der Film von Walt Disney Productions vermarktet, war in den Kinos aber kein großer finanzieller Erfolg. Die DVD erschien in Deutschland am 7. Juni 2012. Der Film beruht auf der 2006 erschienenen Autobiografie Soul Surfer von Bethany Hamilton, in Deutschland erschien das Buch im gleichen Jahr.

## Kritiken
- Patrick Heidmann schrieb bei CountryMusicNews.de: Würde „Soul Surfer“ nicht mit einer wahren Geschichte und interessanten Darstellern wie Dennis Quaid, Helen Hunt oder Kinodebütantin Carrie Underwood aufwarten, wäre dieses harmlose, erbauliche und sehr religiöse Wassersportler-Biopic eigentlich nicht der Rede wert.[2]
- Der Film wurde von Movieguide als bester Familienfilm des Jahres 2011 ausgezeichnet vor Hugo und The Muppets[3]